# Revue du clergé français
La Revue du clergé français (sigle : RCF) est une revue catholique française bimensuelle qui paraît de 1895 à 1920. Destinée aux prêtres, considérée comme l’une des revues les plus prestigieuses de la culture catholique française, elle s'attachait à la vulgarisation des travaux de sciences religieuses.

## Histoire

### Origines
La Revue du clergé français est fondée en décembre 1894 par l'abbé réformateur  Lucien Lacroix - futur évêque de Tarbes - qui en garde la direction jusqu'en juin 1898 avant de la transmettre à Joseph Bricout qui la conserve jusqu'à la fin de parution de la revue en 1920.
Ses rédacteurs se recrutent essentiellement parmi les prêtres, auxquels elle s'adresse en priorité dans l'objectif de les accompagner dans les différentes tâches du sacerdoce et de les tenir au courant de la vie intellectuelle. Paraissant de manière bimensuelle, elle a également pour objet la vulgarisation des travaux de sciences religieuses, dans une perspective progressiste voire « libérale », à une époque où le catholicisme est traversé par la crise moderniste.  

### Crise moderniste
La Revue a pu être considérée comme une revue « amie du modernisme »  en publiant notamment des auteurs comme Loisy — dont les articles sont parfois signés sous les pseudonymes « Firmin » ou « de Després »  et y jettent les bases d'une réforme de la pensée chrétienne — ou encore Albert Houtin, Maurice d'Hulst, Eudoxe Mignot… L'abbé Bricout, bien que tenant du loyalisme ecclésiastique, s'attache néanmoins à ouvrir les colonnes de la publication aux opinions les plus diverses, comme celles du successeur de Loisy à l'Institut catholique de Paris, l'abbé et exégète Louis-Claude Fillion.  
La revue semble d'ailleurs s'incliner devant le décret Lamentabili du pape Pie X, promulgué en juillet 1907, qui condamne le courant « moderniste » au sein de l'Église catholique, mais — tout en soulignant qu'il ne s'agit pas d'un acte personnel du pape mais de celui d'une congrégation — s'attache à montrer que les recherches menées par les chercheurs et savants catholiques ne sont pas nécessairement concernées par les condamnations portées par l'encyclique à l'encontre du modernisme. 
Ainsi, les nombreux collaborateurs de la revue rassemblent les élites du catholicisme français et la publication est bientôt considérée comme l’une des revues les plus prestigieuses de la culture catholique française, relayant par exemple les travaux des préhistoriens Amédée et Jean Bouyssonie. Si son lectorat compte 3 000 abonnés en 1903, il a pu atteindre le nombre de 15 000 prêtres. 
Témoignage de la complexité des enjeux qui ont traversé le catholicisme à cette époque, l'abbé Bricout - qui a pu défendre certaines des approches de Loisy - , dans une forme « d'autocritique », explique, en 1926, qu'après la publication de l'encyclique Pascendi, « des revues qui étaient ou qu'on croyait modernistes, la Revue du clergé français par exemple, menaient désormais le bon combat contre l'erreur démasquée ».

### Accessibilité
Il a paru Les Tables générales des dix premières années de la Revue du Clergé français (1895-1904) : Elles sont au nombre de trois : une table d'auteurs avec la liste complète de leurs articles, une table des matières groupées d'après leur science où les ouvrages analysés sont relevés, et une table des principaux articles par noms d'auteur avec une brève analyse, mais aucun exemplaire n'est référencé dans le Catalogue collectif de France ni dans WorldCat.
Les numéros ont tous été numérisés, ils peuvent être consultés sur Numelyo sur ce lien.

### Quelques contributeurs
L'essentiel des rédacteurs de la revue se recrute parmi le clergé catholique :
- Auguste Boudinhon
- Jean Bouyssonie
- Émile Bruneteau
- Félix Charmetant
- Théodore Delmont
- Paul Fesch
- Bernard Gaudeau
- Hippolyte Gayraud
- Auguste-Honoré Gosselin
- Michel d'Herbigny s.j.
- Maurice d'Hulst
- Lucien Laberthonnière
- Gustave Morel
- Clodius Piat
- Auguste Poulain s.j.
- Elphège Vacandard
- Louis Venard